# Acer chloranthum
Acer chloranthum é uma espécie de árvore do gênero Acer, pertencente à família Aceraceae.